# Atanazyn
Atanazyn – wieś w Polsce położona w województwie wielkopolskim, w powiecie chodzieskim, w gminie Szamocin.
W latach 1975–1998 miejscowość administracyjnie należała do województwa pilskiego.
Na skraju wsi, przy drodze Margonin - Białośliwie znajduje się głaz narzutowy „Zaczarowana Karoca” o wysokości 1,4 m i obwodzie 7,5 m. Jest to czerwony granit w kształcie grzyba.